# 刘氏 (秦国夫人)
刘氏（10世纪—998年），北宋国夫人，宋真宗赵恒乳母。
宋真宗对乳母刘氏相当敬畏，“奉之如母”。在他登基之前，有一位改嫁于他的宠妾刘氏。乳母刘氏性格“严整”，不喜欢这位宠妾，将此事告诉赵恒的父亲宋太宗。而在乳母刘氏的坚持下，赵恒不得不逐出宠妾刘氏，安置别地。其后，赵恒向乳母刘氏请求，才得以复召宠妾刘氏。
刘氏做为皇子乳母，始封齐国夫人。至道三年（997年），赵恒继位，是为宋真宗。宋真宗依照汉唐惯例，询问宰臣吕端等人后，于八月己酉册封乳母刘氏为秦国延寿保圣夫人。现代研究者指，这一封号是宋真宗为尊崇刘氏所独创。“延寿保圣”为美名，来自东晋元帝赐乳母阿苏为保圣君的典故。亦为后世皇帝所效法。
咸平元年（998年），刘氏病危，真宗“亲调药饵者逾月”。她向真宗请求离开宫中。故暂安于高怀德旧宅。九月己未，刘氏逝世。对于刘氏的葬礼，宋真宗哀荣备至，他与礼官商议“发哀苑中，辍朝三日，给卤簿以葬。”，内副都知秦翰主持丧事，派遣亲近之人及东宫旧给使辈以次奠哭。最终，刘氏安葬于奉先寺，真宗亦为刘氏“服哀于苑中”。九月丙寅，宋真宗下旨，改号为秦国成圣继明夫人。
天圣四年（1026年），改号秦国肃明贤顺。至和二年（1055年），追封齐鲁国夫人。元符三年（1100年）三月改封荆杨国，即荆杨国肃明贤顺夫人。